# Brevipalpus pseudolilium
Brevipalpus pseudolilium är en spindeldjursart som beskrevs av Livschitz 1968. Brevipalpus pseudolilium ingår i släktet Brevipalpus och familjen Tenuipalpidae. Inga underarter finns listade.